# Gandhi Jayanti

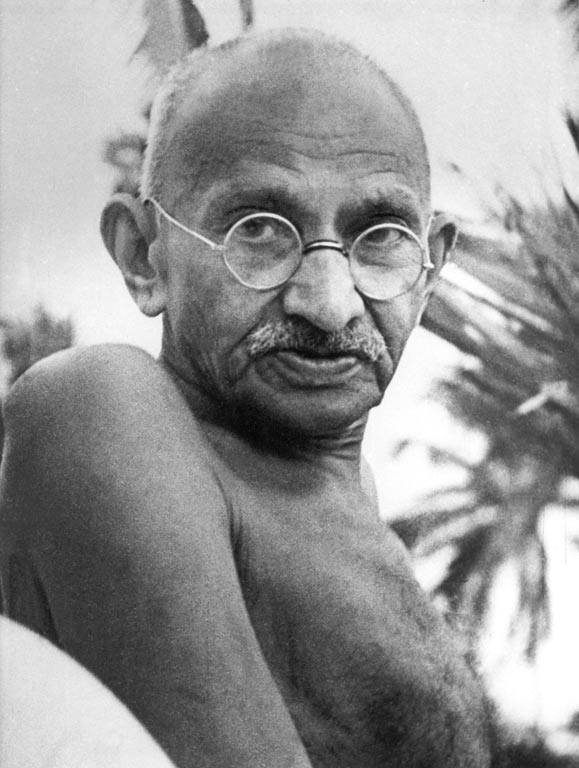
Mohandas Karamchand Gandhi sur la plage de Juhu, Mumbai, mai 1944.

Gandhi Jayanti est une fête nationale en Inde.
Elle célèbre chaque 2 octobre l'anniversaire de Mohandas Karamchand Gandhi.
C'est l'une des fêtes nationales en Inde, les deux autres étant le Jour de l'Indépendance et le Jour de la République. Et aussi l'origine de la Journée internationale de la non-violence.